# Sky High!
Pour les articles homonymes, voir Sky High.
Albums de Tavares
In the City
(1975) Love Storm (en)
(1977)
Singles
1. Heaven Must Be Missing an Angel
Sortie : mai 1976
2. Don't Take Away the Music
Sortie : octobre 1976
3. The Mighty Power of Love
Sortie : janvier 1977

Sky High! est le quatrième album studio du groupe de soul américain Tavares, sorti en mai 1976 sur le label Capitol. 

## Liste des pistes
| 1. | The Mighty Power of Love        | Keni St. Lewis, Freddie Perren                                 | 3:58 |
| 2. | Ridin' High                     | Feliciano Tavares, Keni St. Lewis                              | 4:05 |
| 3. | To the Other Man                | Luther Ingram, Randall Stewart, Johnny Northern, Johnny Baylor | 4:34 |
| 4. | Heaven Must Be Missing an Angel | Keni St. Lewis, Freddie Perren                                 | 6:32 |

| 5. | Bein' with You            | Keni St. Lewis, Freddie Perren                   | 3:45 |
| 6. | Wonderful                 | Homer Banks, Carl Hampton                        | 4:00 |
| 7. | Guiding Star              | Keni St. Lewis, Freddie Perren                   | 4:42 |
| 8. | Don't Take Away the Music | Keni St. Lewis, Freddie Perren, Christine Yarian | 6:18 |

## Crédits
- James Gadson – batterie
- John Barnes – piano
- Scott Edwards – guitare basse
- Bob "Boogie" Bowles, Melvin "Wah Wah" Ragin – guitare
- Bob Zimmitti, Paulinho Magalhaes, Paulinho da Costa, Freddie Perren – percussion
- Electric Ivory Experience (John Barnes, Bob Robitaille) – synthétiseurs

## Classements hebdomadaires
| Classement (1976-77)                | Meilleure position |
| ----------------------------------- | ------------------ |
| Australie (Kent Music Report)       | 36                 |
| Canada (RPM)                        | 7                  |
| États-Unis (Billboard Top LPs)      | 24                 |
| États-Unis (Billboard Top Soul LPs) | 20                 |
| Pays-Bas (Mega Album Top 100)       | 2                  |
| Royaume-Uni (UK Albums Chart)       | 22                 |
| Suède (Sverigetopplistan)           | 29                 |